# Luc-Adolphe Tiao
Luc-Adolphe Tiao (Tenkodogo, 4 de junio de 1954) es un político burkinés que ocupó el cargo de primer ministro de Burkina Faso desde el 18 de abril de 2011 hasta el 30 de octubre de 2014. Fue nombrado por el presidente Blaise Compaore y sustituyó a Tertius Zongo, que dimitió tras las violentas protestas de estudiantes, militares y policías. Antes de ese nombramiento fue el embajador en Francia desde 2008.
La revolución de 2014 obligó a Compaore a dimitir y forzó la disolución del gobierno. Fue sucedido en su cargo por el militar Yacouba Isaac Zida. Tiao se exilió en Costa de Marfil y fue detenido tras regresas al país en 2016, acusado de haber ordenado el asesinato de manifestantes durante las protestas de 2014.

## Biografía
Luc-Adolphe Tiao estudió periodismo en la Universidad de Dakar, donde se graduó en 1980.
En 1988, participó en la fundación de la Asociación de Periodistas de Burkina Faso, que presidió hasta 1990. En 1992, Tiao fue nombrado funcionario de prensa de la embajada de Burkina Faso en Francia. Desde 1997, estuvo a cargo de la comunicación con el primer ministro, antes de ser presidente del Consejo Superior de Comunicaciones de 2001 a 2008, cuando regresó a París, esta vez como embajador. Permanece en el cargo hasta su nombramiento como primer ministro en abril de 2011.
El 30 de octubre de 2014, luego de un levantamiento popular en Uagadugú, el gobierno se disuelve.
En 2015, apoyó una tesis doctoral en "Comunicación, Arte y Entretenimiento" en la Universidad Bordeaux-Montaigne.
El 16 de septiembre de 2016, después de regresar de Costa de Marfil, donde estuvo exiliado durante dos años, Tiao es acusado de "asesinato".

| Predecesor: Tertius Zongo | Primer ministro de Burkina Faso 2011 - 2014 | Sucesor: Isaac Zida |